# هوب هامبتون
هوب هامبتون (بالإنجليزية: Hope Hampton)‏ هي منتجة أفلام وممثلة أمريكية، ولدت في 19 فبراير 1897 في الولايات المتحدة، وتوفيت في 23 يناير 1982 بنيويورك في الولايات المتحدة.

## وصلات خارجية
- هوب هامبتون على موقع IMDb (الإنجليزية)
- هوب هامبتون على موقع قاعدة بيانات برودواي على الإنترنت (الإنجليزية)
- هوب هامبتون على موقع قاعدة بيانات الفيلم (الإنجليزية)